# Solketal
Solketal je chráněná forma glycerolu s isopropylidenacetalovou skupinou spojující dva sousední hydroxyly. Solketal má chirální centrum na prostředním uhlíku glycerolového řetězce a tak může být používán jak jako racemická směs, tak i jako jeden ze dvou enantiomerů. Využívá se při syntézách mono-, di- a triglyceridů. Volnou hydroxylovou skupinu solketalu lze esterifikovat karboxylovými kyselinami za vzniku chráněných monoglyceridů, přičemž isopropylenová skupina může být odstraněna kyselou hydrolýzou ve vodném nebo alkoholovém prostředí. Nechráněný diol lze poté dále esterifikovat za tvorby di- nebo triglyceridu.